# Prêmio Sofia Kovalevskaya
O Prêmio Sofia Kovalevskaya (em alemão:  Sofja Kovalevskaja-Preis) do Ministério Federal de Educação e Pesquisa é denominado em memória da matemática Sofia Kovalevskaya (1850–1891), concedido desde 2002 a cada dois anos pela Fundação Alexander von Humboldt.
O prêmio é dotado com 1,65 milhões de euros (até 2006 1,2 milhões de euros), sendo assim depois da Alexander von Humboldt-Professur e do Prêmio Gottfried Wilhelm Leibniz o terceiro maior dotado prêmio em pesquisa da Alemanha. O valor monetário serve para constituição de uma grupo de pesquisas em um instituto de pesquisas alemão ou em uma universidade, devendo ser aplicado dentro de prazo de seis anos do projeto.
O prêmio é concedido para pesquisadores estrangeiros ou para alemães pesquisando no exterior. Aproximadamente um terço dos premiados são alemães, que com o prêmio retornam para a Alemanha.

## Recipientes
- 2002:[2] Tiziana Boffa Ballaran, Anne Bouloumié, Luc Bovens, Stephane Charlot, Volker Deckert, Paolo D'Iorio, Oliver Eickelberg, Michael Feiginov, Michael Gotthardt, Stefan Hecht, Daniel Hofstetter, Judith Klein-Seetharaman, Manuel Koch, Yuriy Makhlin, Matilde Marcolli, Krzysztof Oplustil, Kawon Oum, Jane Elizabeth Parker, Maxim Polyakov, Alexander Pukhov, Tina Romeis, Luis Santos, Jochen M. Schneider, Joachim Schultze, Eva Stoger, Greg J. Stuart, Gleb Sukhorukov, Grigori Vajenine, Zhong Zhang
- 2004:[3] Lucas Brunsveld, Yanbei Chen, Ferdinando Cicalese, Michal Czakon, Mark Depauw, Brian Hare, Jian-Wei Pan, Tricia Striano, Doris Tsao, Eckhard von Törne, Martin Wilmking
- 2006:[4] Jens Bredenbeck, Jure Demsar, Felix Engel, Natalia Filatkina, Olga Holtz, Reinhard Kienberger, Marga Cornelia Lensen, Martin Lövden, Thomas Misgeld, Benjamin Schlein, Taolei Sun
- 2008:[5] Cinzia Casiraghi, Karl Sebastian Lang, Esther Lutgens, Nathan MacDonald, Daniele Oriti, Jan-Erik Siemens, Mirka Uhlirova, Aleksi Vuorinen
- 2010:[6] Isabel Bäurle, Lapo Bogani, Camin Dean, Christian Doeller, Brandon Dotson, Gustavo Fernandez Huertas, Jörn Fischer, Christiana Fountoulakis Mäsch, Jörg Fröbisch, Joseph Hennawi, Shigeyoshi Inoue, Eike Kiltz, Philipp Alexander Lang, Pierpaolo Mastrolia, Andreas Möglich, Simone Pika, Roberto Rinaldi, Dmitry Volodkin
- 2012:[7] Pavel Buividovich, Dmitry A. Fedosov, Tanja Gaich, Kerstin Kaufmann, Liu Na, Veronika Lukacs-Kornek, Ulf A. Orom, Miriam Ronzoni, Patricia Schady, Richard Stancliffe, Athanasios Typas, Samuel Wagner, Nils B. Weidmann, Yan Yu
- 2014:[8] Kamal Asadi, Gregory Brennecka, Elizabeta Briski, Pierangelo Buongiorno, Jason Dexter, Katja Dörschner-Boyaci, Roland Donninger, Fernando Febres Cordero, Helen May-Simera, Christian Straßer, Renske Marjan van der Veen
- 2015:[9] Rikkert Frederix, Mikhail Kudryashev, Karin Lind,  Ioan M. Pop, Clara Saraceno, Zhuang Xiaoying
- 2016:[10] Mazhar Ali, Michal P. Heller, Francesco Neri, Faith Osier, William Shepherd, Safa Shoai
- 2017:[11] Ufuk Günesdogan, Enrique Jiménez, Laura Leal-Taixé, David J. E. Marsh, Anna Martius, Matteo Smerlak